# Caspar Klein

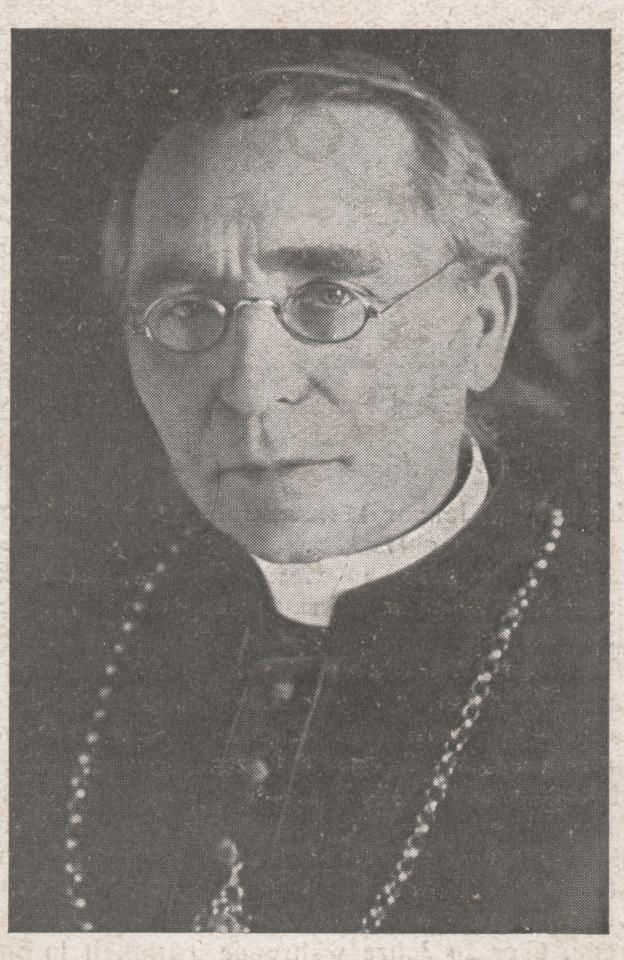
Erzbischof Caspar Klein

Caspar Klein (* 28. August 1865 in Elben; † 26. Januar 1941 in Paderborn) war ein deutscher römisch-katholischer Bischof. Er war erster Erzbischof von Paderborn.

## Leben

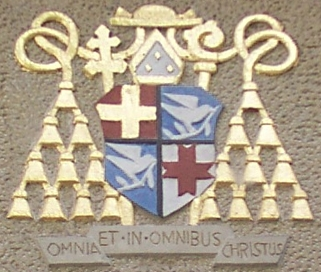
Wappen Caspar Kleins

Caspar Klein wuchs in Schneppenohl im Biggetal auf, im Bereich des heutigen Biggesees. Sein Abitur machte er am Gymnasium Theodorianum in Paderborn. Nach dem Studium in Münster empfing er am 21. März 1890 in Paderborn durch Weihbischof Franz Wilhelm Cramer aus Münster die Priesterweihe. Danach war er in Bochum und von 1901 bis 1906 in Röhlinghausen als Seelsorger tätig, bevor ihn der Paderborner Bischof Karl Joseph Schulte 1911 zum Domkapitular und am 28. Dezember 1912 zu seinem Generalvikar ernannte. Als Diözesanpräses der katholischen Arbeitervereine Paderborn verurteilte er 1912 im Gewerkschaftsstreit „aufs schärfste die schweren Anschuldigungen“ der Berliner Richtung gegen die Vertreter der Kölner Richtung.

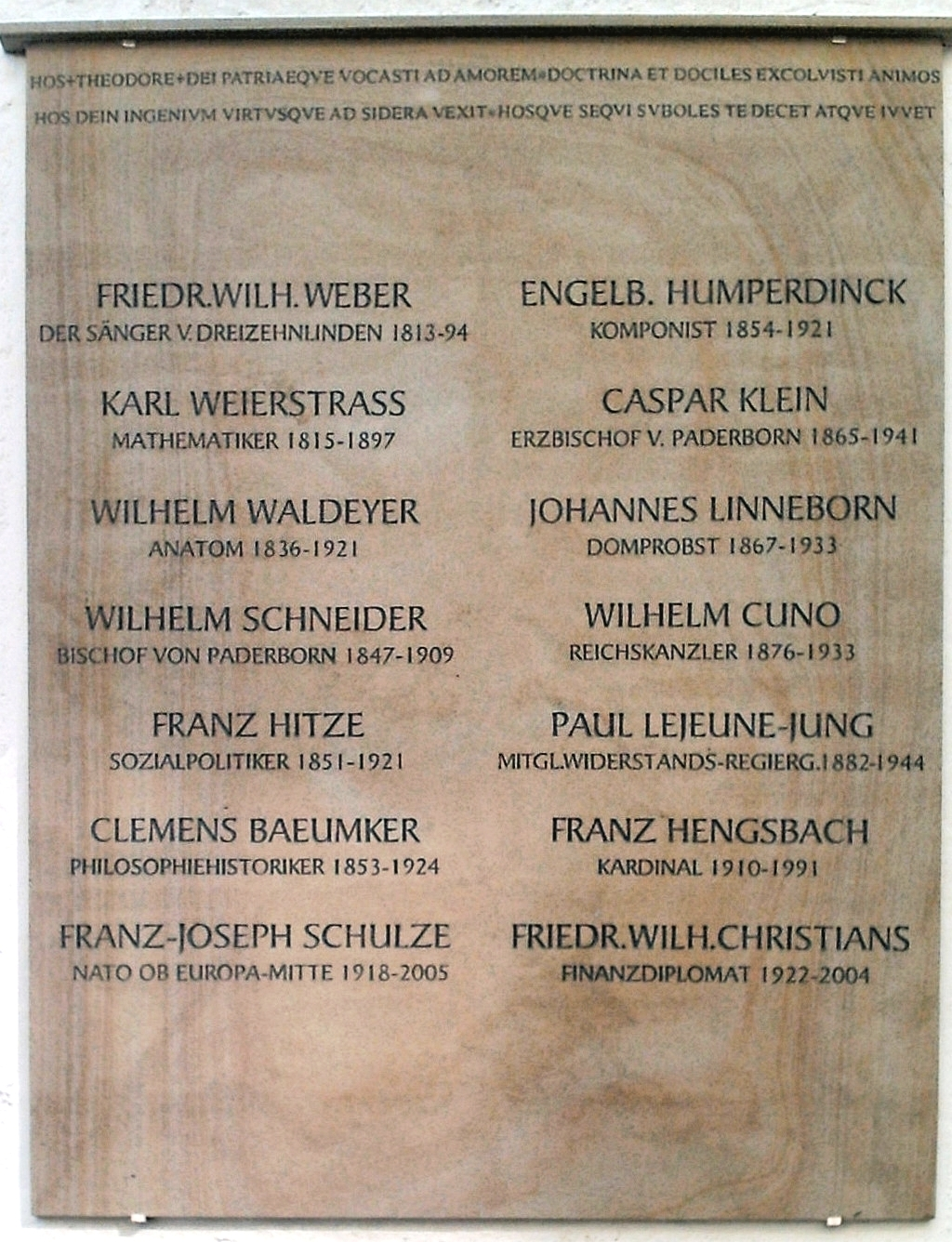
Caspar Klein ist auf der Ehrentafel ehemaliger Schüler des Gymnasiums Theodorianum in Paderborn genannt. Rechte Seite, Zweiter von oben

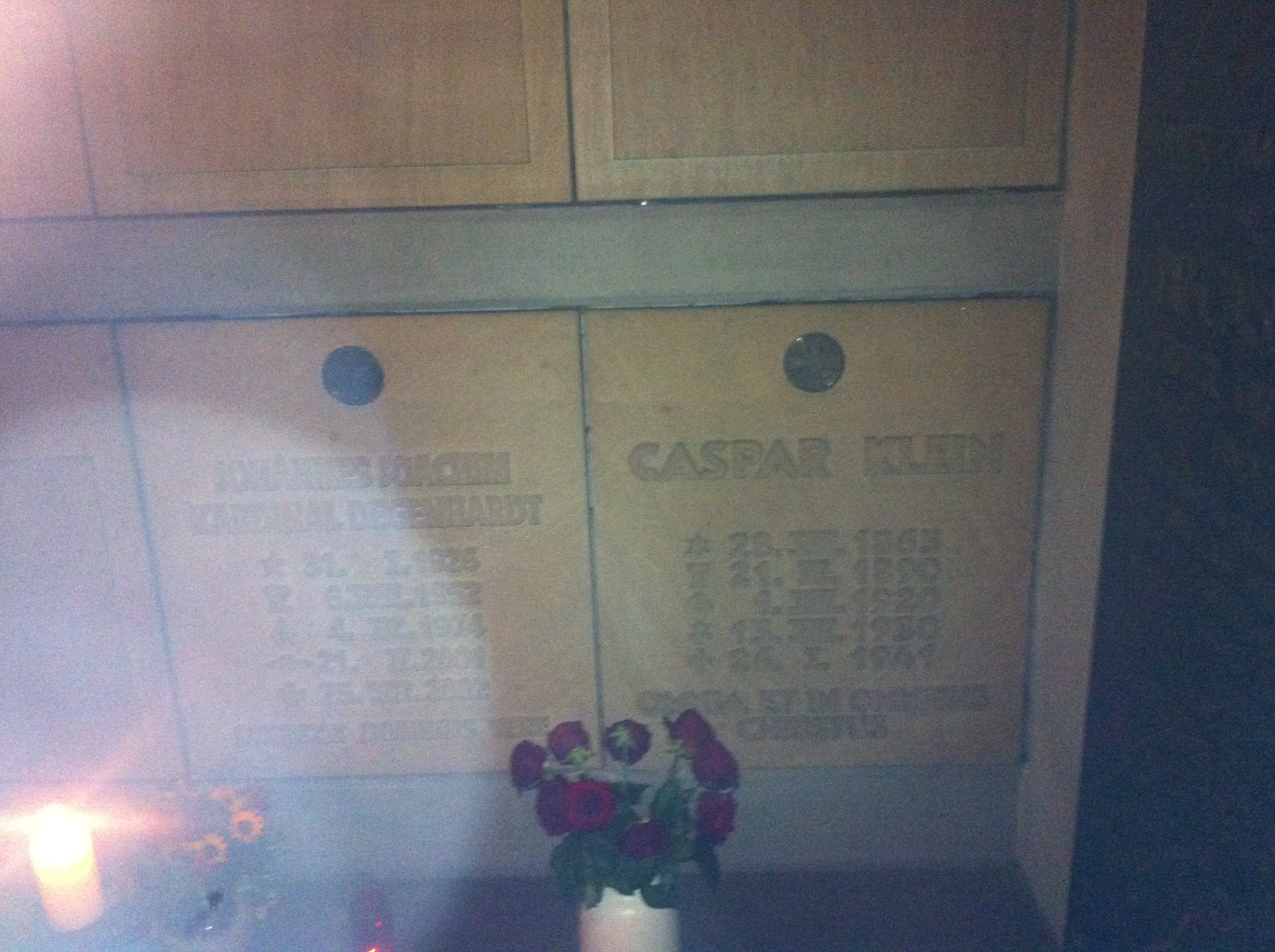
Grab von Caspar Klein in der Krypta des Paderborner Doms

Als Bischof Schulte zum Erzbischof von Köln gewählt wurde, ernannte Papst Benedikt XV. Caspar Klein am 30. April 1920 zum Bischof von Paderborn. Die Bischofsweihe spendete ihm am 1. August 1920 sein Vorgänger Karl Joseph Schulte; Mitkonsekratoren waren der Münsteraner Bischof Johannes Poggenburg sowie der Bischof von Osnabrück Hermann Wilhelm Berning.
Wie alle Paderborner Bischöfe seit 1868 war Caspar Klein zugleich Apostolischer Vikar von Anhalt. Dessen Pfarreien wurden 1921 als letzter Rest des Apostolischen Vikariats des Nordens in das Bistum Paderborn eingegliedert.
Aufgrund des Konkordates mit Preußen vom 13. August 1929 wurde Bischof Klein am 13. August 1930 von Papst Pius XI. zum ersten Erzbischof von Paderborn ernannt. In seine Amtszeit fiel 1936 auch die 1100-Jahr-Feier der Überführung der Reliquien des Heiligen Liborius von Le Mans nach Paderborn.
Klein war Mitglied der katholischen Studentenverbindung KStV Germania Münster im KV. Er wurde 1930 Ehrenbürger der Stadt Paderborn.
Nach der Brandsetzung der Paderborner Synagoge im Rahmen der Reichspogromnacht am Nachmittag des 10. November 1938 sprach Klein am folgenden Abend gegenüber der Synagogengemeinde schriftlich sein Beileid zum Verlust des Gotteshauses aus.
Caspar Klein starb am 25. Januar 1941 in Paderborn. Sein Grab befindet sich in der Krypta des Paderborner Domes.
Ihm zu Ehren heißt der Sitz des Katholischen Gemeindeverbands in Olpe „Caspar-Klein-Haus“. Auch wurden in Olpe und Delbrück Straßen nach ihm benannt.